# Phyllonorycter triarcha
Phyllonorycter triarcha là một loài bướm đêm thuộc họ Gracillariidae. Loài này có ở Ấn Độ (Bihar), Indonesia (Moluccas), Malaysia (West Malaysia), Philippines (Luzon, Negros) và Thái Lan. This species là một well-known pest of cotton.
Ấu trùng ăn Gossypium species, bao gồm Gossypium barbadense và Gossypium herbaceum. Chúng ăn lá nơi chúng làm tổ. The mine được tìm thấy ở the lower surface of the leaf, có màu trắng vàng với nhiều đốm nâu.